# Новопетровский (Калачёвский район)
Новопетровский — хутор в Калачёвском районе Волгоградской области, в составе Ляпичевского сельского поселения.
Население — 202 (2010)

## История
Дата основания не установлена. В начале XX века населённый пункт имел статус слободы. Слобода Ново-Петровская относилась ко Второму Донскому округу области Войска Донского. Согласно Алфавитному списку населённых мест Области войска Донского 1915 года издания в слободе Ново-Петровской проживало 648 мужчин и 527 женщин, земельный надел слободы составлял 2314 десятин, в слободе имелись волостное правление, церковь, две школы
В 1921 году в составе Второго Донского округа включен в состав Царицынской губернии. В 1928 году хутор Ново-Петровский включён в состав Калачевского района Сталинградского округа Нижневолжского края (с 1934 года — Сталинградский край, с 1936 года — Сталинградская область, с 1961 года — Волгоградская область).
До 1953 года существовал Ново-Петровский сельсовет. В 1954 году территория включена в состав Ляпичевского сельсовета.

## Общая физико-географическая характеристика
Хутор расположен в степной зоне в пределах Ергенинской возвышенности, относящейся к Восточно-Европейской равнине, на левом берегу реки Ерик, южнее хутора Новоляпичев. Центр хутора расположен на высоте около 40 метров над уровнем моря. В районе хутора склоны долины реки Ерик пологие. Уклон местности незначительный. Почвенный покров комплексный: распространены каштановые солонцеватые и солончаковые и солонцы (автоморфные).
Географическое положение
По автомобильным дорогам расстояние до областного центра города Волгограда составляет 88 км, до районного центра города Калач-на-Дону — 56 км, до административного центра сельского поселения хутора Ляпичев — 8 км.
Часовой пояс
Новопетровский, как и вся Волгоградская область, находится в часовой зоне МСК (московское время). Смещение применяемого времени относительно UTC составляет +3:00.

## Население
Динамика численности населения по годам:
| 1915 | 1987 |
| ---- | ---- |
| 1175 | ≈240 |

| 2010 |
| ---- |
| 202  |